# Beslerieae
Beslerieae Bartl., 1830 è una tribù di piante angiosperme appartenenti alla famiglia Gesneriaceae (ordine delle Lamiales).

## Etimologia
Il nome della tribù deriva dal suo genere più importante Besleria L., 1753 il cui nome è stato dato in ricordo del botanico tedesco Basilius Besler (1561-1629), farmacista, orticoltore ed editore, ben noto per il suo libro "Hortus Eystettensis" del 1613. Il nome scientifico è stato definito dal botanico germanico di Hannover Friedrich Gottlieb Bartling (1798-1875) nella pubblicazione "Ordines Naturales Plantarum eorumque characteres et affinitates adjecta generum enumeratione - 175" del 1830.

## Descrizione

### Portamento
Le specie di questa tribù hanno un portamento erbaceo perenne, oppure arbustivo o anche arboreo (piccoli alberi). Sono presenti anche specie epifite. Sono prive di organi sotterranei di riserva. Hanno cotiledoni simmetrici, a differenza delle Didymocarpoideae. Gli steli spesso hanno una sezione tetrangolare. La parte ipogea consiste in rizomi squamosi.

### Foglie

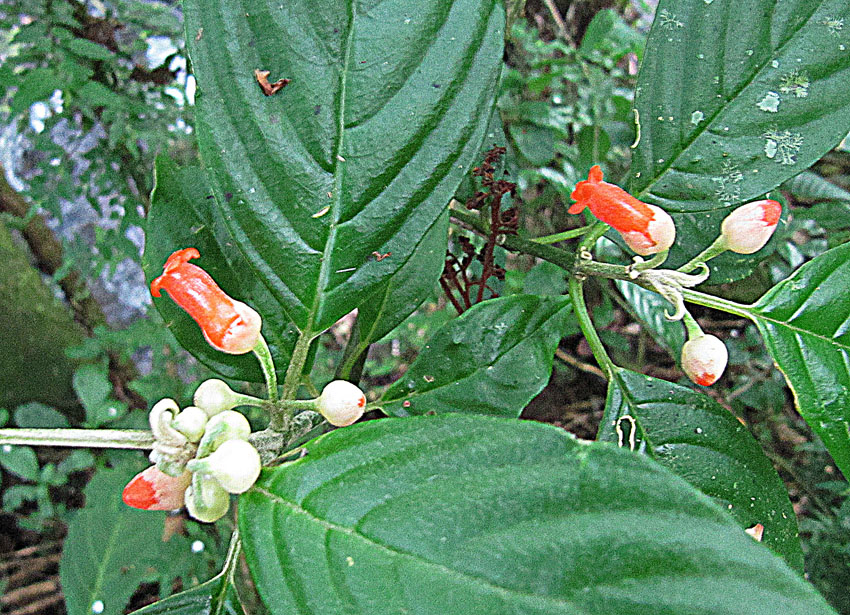
Le foglie
(Besleria triflora)

Le foglie lungo il caule sono disposte in modo opposto o alternato (raramente sono disposte a verticilli). In genere sono grandi e spesso hanno una consistenza coriacea con prominenti e marcate venature nella parte abassiale. Inoltre le cellule dell'epidermide abassiale hanno pareti diritte. Gli stomi sono disposti in modo disperso oppure a gruppi. I piccioli sono vascolarizzati.

### Infiorescenze

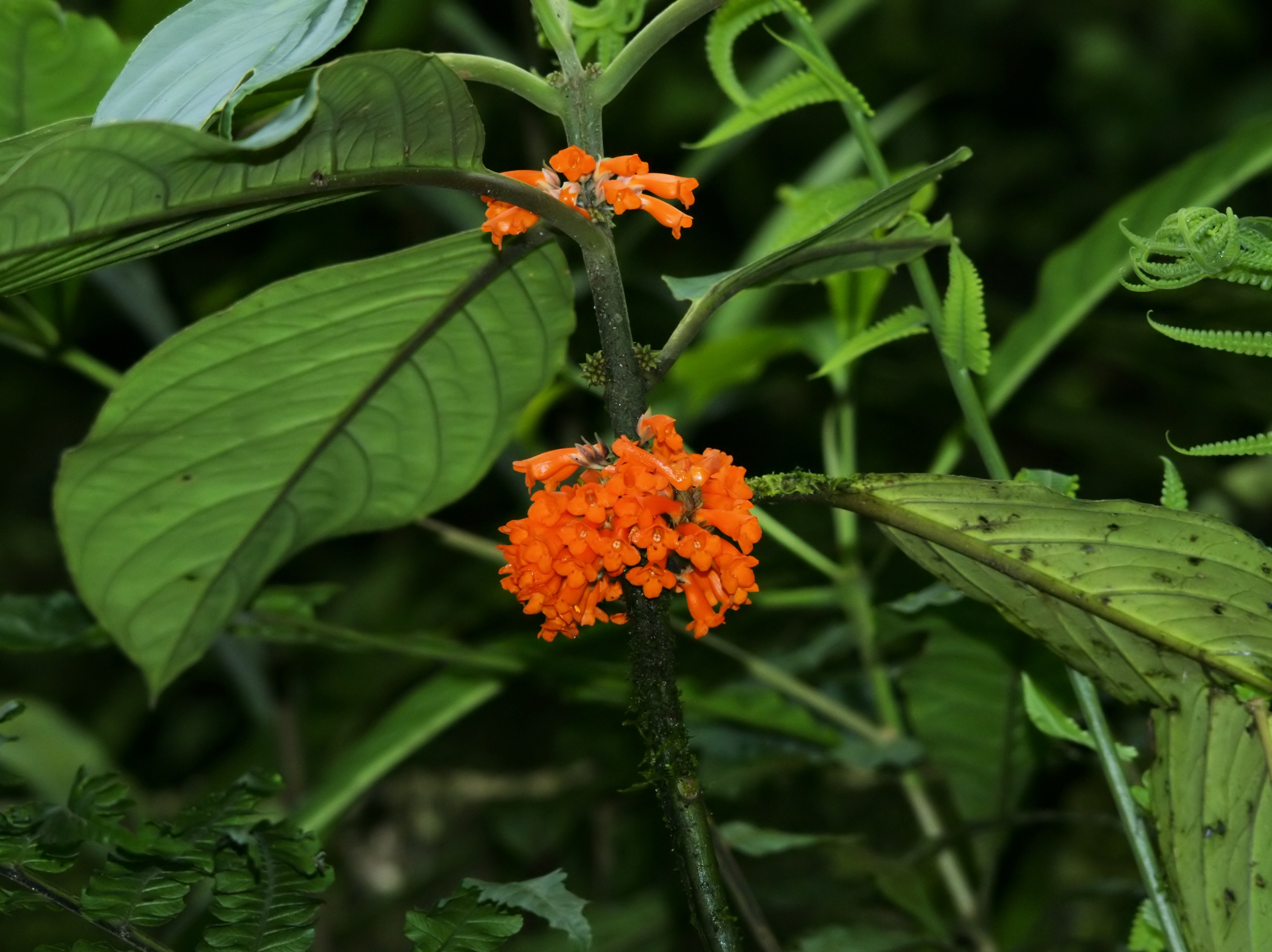
Infiorescenza
(Besleria notabilis)

Le infiorescenze sono delle cime sporgenti da posizioni ascellari e sono prive di bratteole. I fiori sono a coppie e sono resupinati. Raramente sono solitari.

### Fiori

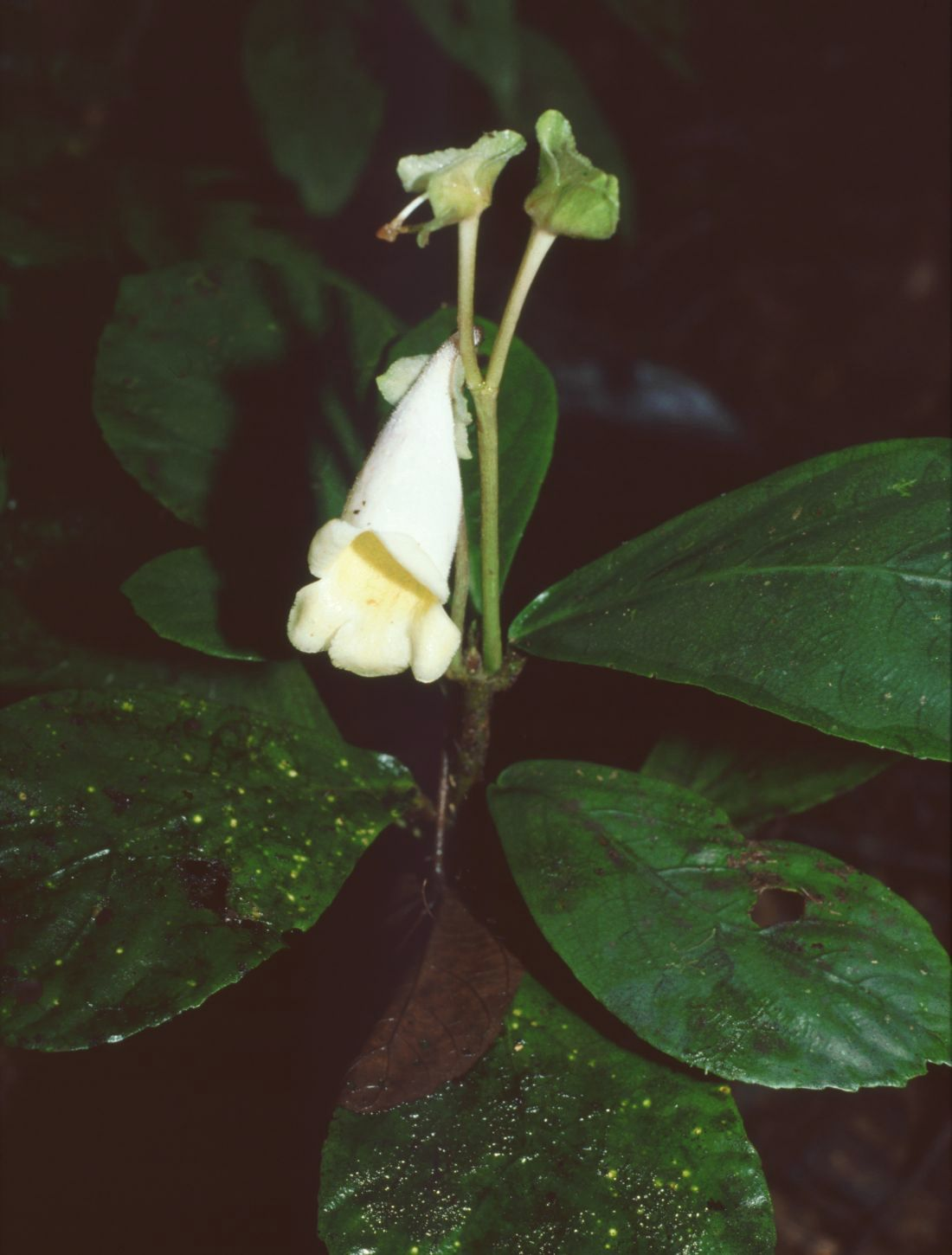
Il fiore
(Gasteranthus delphinioides)

I fiori sono ermafroditi, zigomorfi e tetraciclici (ossia formati da 4 verticilli: calice– corolla – androceo – gineceo) e più o meno pentameri (ogni verticillo ha 5 elementi).
- Formula fiorale:

* K (5), [C (2 + 3), A (2 + 2 + 1)], G (2), supero/infero, capsula/bacca.
- Il calice, gamosepalo (i sepali sono connati alla base), è composto da 5 brevi denti con margini più o meno fimbriati. La forma può essere campanulata, urceolata o cilindrica, in genere globosa all'apice. A volte i lobi del calice sono embricati.

- La corolla, gamopetala, è composta da 5 petali connati ineguali (a volte subbilabiati). Alla base è tubolare, mentre all'apice è rigonfia. Il colore è vario: bianco, giallo, rosso, arancio, blu o violetto.

- L'androceo è formato da 4 stami didinami adnati alla base della corolla. Spesso sono presenti degli staminoidi. Il nettario ha la forma di un anello (o a forme semianulari) o di tipo lobato o ridotto ad una singola ghiandola dorsale. Le antere sono coerenti.

- Il gineceo ha un ovario supero, bicarpellare e uniloculare con forme ovoidi o globose. L'ovario non è saldato alla base del calice (Besleria); inoltre è glanduloso. Lo stilo è unico con stigma bifido.

### Frutti
I frutti sono delle capsule/bacche secche o carnose con deiscenza varia (loculicida, setticida o contemporaneamente loculicida e setticida). I semi sono numerosi.

## Biologia
La riproduzione di queste specie avviene grazie all'impollinazione da parte di insetti, anche api euglossine (impollinazione entomogama) oppure da colibrì (impollinazione ornitogama).
I semi cadendo (dopo aver eventualmente percorso alcuni metri a causa del vento - dispersione anemocora) a terra sono dispersi soprattutto da insetti tipo formiche (mirmecoria).

## Distribuzione e habitat
Le specie di quest tribù sono distribuite unicamente nell'areale neotropicale (soprattutto America del Sud). L'habitat è tipicamente tropicale; spesso crescono nelle foreste umide e/o in zone profondamente ombrose.

## Tassonomia
La famiglia Gesneriaceae comprende 152 generi con circa 3500 specie, distribuite soprattutto nell'area tropicale e subtropicale tra il Vecchio e Nuovo Mondo La famiglia è suddivisa in tre sottofamiglie. La tribù Beslerieae appartiene alla sottofamiglia Gesnerioideae.

### Filogenesi

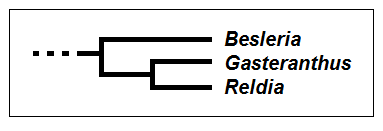
Cladogramma della tribù

Dalle analisi cladistiche risulta che la tribù Beslerieae è monofiletica e "gruppo fratello" della tribù Napeantheae. Entrambe poi queste due tribù sono "gruppo fratello"del resto della sottofamiglia e formano il "Beslerieae-Napeantheae clade" caratterizzato da un ovario supero. Probabilmente le due tribù Beslerieae e Napeantheae sono le più primitive del gruppo relativo al Nuovo Mondo della famiglia. Da un punto di vista morfologico si riscontra una stretta relazione tra i cladi composti da generi con grossi frutti carnosi indeiscenti e generi con frutti sempre carnosi ma deiscenti. Questo verosimilmente indica un doppio passaggio verso generi con frutta capsulare secca tipo bacca: una prima fase in cui una capsula carnosa è deiscente, seguita da una seconda fase in cui una bacca carnosa è indeiscente. All'interno della tribù, preliminari analisi filogenetiche di tipo cladistico sul DNA suggeriscono il genere Gasteranthus come "gruppo fratello" del genere Reldia, e questa coppia a sua volta "gruppo fratello" di Besleria. 
Il cladogramma a lato, tratto dallo studio citato, mostra la posizione filogenetica di alcuni generi della tribù.

### Composizione della tribù
La tribù è formata da 9 generi e circa 260 specie:
| Genere                                     | Nr. specie                                                | Distribuzione                                                                                 | Caratteri principali |
| ------------------------------------------ | --------------------------------------------------------- | --------------------------------------------------------------------------------------------- | --- |
| Anetanthus Benth., 1876                    | 2 specie                                                  | Perù, Colombia, Brasile e Bolivia                                                             | Il portamento è erbaceo o saxicolo (su substrato roccioso) a volte decombente; le foglie sono disposte in modo opposto e sono isofille; le infiorescenze sono cimose con pochi peduncolati fiori; i sepali del calice sono brevemente connati; la corolla è colorata di bianco, blu, violetto o rosso, ed ha un tubo subcilindrico con le labbra arrotondate e i lobi appena sporgenti; gli stami sono adnati alla base della corolla e le antere sono coerenti a coppie; i frutti sono delle capsule con forme elongato-ovoidi e deiscenti per 2 valve. |
| Besleria L., 1753                          | Oltre 200 specie                                          | Principalmente nelle Ande della Colombia e in Ecuador con alcune specie endemiche del Brasile | Il portamento è erbaceo, arbustivo o formato da piccoli alberi (fino a 5 metri); le foglie a disposizione opposta sono membranose e coriacee; le infiorescenze sono cimoso-fascicolate (raramente con fiori solitari); il calice è campanulato con i sepali connati alla base; la corolla è gialla, arancio, rossa o bianca con forme tubolari con i lembi bilabiati; gli stami sono 4 con antere coerenti; i frutti sono carnosi con forme globose. |
| Cremosperma Benth., 1846                   | Tra le 25 e 30 specie                                     | Le Ande da Panama al Perù                                                                     | Il portamento è erbaceo (con specie terrestri o epifite); le foglie sono disposte in modo opposto e sono fortemente anisofille (con lamine intere o incise); le infiorescenze sono lasse ed emergono dalle ascelle delle foglie superiori; i fiori sono piccoli; il calice spesso è un tubo con 10 coste e corti lobi; la corolla è piccola e colorata di giallo, bianco o rossastro; gli stami sono inseriti a metà del tubo della corolla; i frutti sono subglobosi e irregolarmente indeiscenti. |
| Cremospermopsis L.E.Skog & L.P.Kvist, 2002 | 3 specie                                                  | Colombia                                                                                      | |
| Gasteranthus Benth., 1846                  | Circa 35 specie                                           | Dal Guatemala e Messico alla Bolivia                                                          | Il portamento è erbaceo o piccolo-arbustivo; le foglie a disposizione opposta sono da membranose a coriacee con stomi disposti a gruppi; le infiorescenze sono cimose formate da uno o molti fiori peduncolati; la corolla ha la forma di un imbuto speronato, i colori sono bianco, giallo pallido o brillante, arancio o rosso. |
| Reldia Wiehler, 1989                       | 5 specie                                                  | Da Panama al Perù                                                                             | Il portamento è erbaceo con rizomi striscianti; le foglie sono disposte in modo alterno, spesso in ciuffi posizionati all'apice degli steli; le infiorescenze sono lasse posizionate alle ascelle delle foglie; i sepali del calice sono liberi fin quasi alla base; la corolla, colorata di bianco (spesso con gole gialle), è piccola con forme simili ad un imbuto, dorsalmente speronata e con labbra ineguali; gli stami sono leggermente sporgenti e inseriti alla base della corolla; le antere sono coerenti; la forma dell'ovario è ovoide con uno stigma capitato; i frutti sono delle capsule secche bivalve persistenti. |
| Resia H.E. Moore, 1962                     | 2 specie                                                  | Colombia e Venezuela                                                                          | Il portamento è erbaceo o arbustivo; gli steli sono eretti senza ramificazioni; le foglie, raccolte agli apici, sono subsessili a consistenza membranosa o cartacea con forme da obovate a oblanceolate; le infiorescenze sono cimose con lunghi peduncoli e sono formate da fiori raccolti in dense teste (talvolta sono presenti delle bratteole); la corolla, colorata di bianco, arancio o giallo, è rigonfia con labbra ineguali e lobi sporgenti (quelli dorsali sono triangolari, quelli laterali sono obliquamente obovati); gli stami con filamenti piatti sono inclusi (inseriti vicino alla base della corolla); le antere sono reniformi tutte coerenti; sono presenti degli staminoidi filiformi; i frutti, delle capsule secche, hanno delle forme ovoidi o subglobose lateralmente compressi. |
| Shuaria D.A.Neill & J.L.Clark, 2010        | 1 specie Shuaria ecuadorica D.A. Neill & J.L. Clark, 2010 | Ecuador                                                                                       | Portamento arborescente, foglie disposte in modo opposto talvolta interrotte da foglie disposte in modo alternato, piccoli fiori bianchi con una gibbosità dorsale alla base del tubo della corolla e da una capsula bivalve con deiscenza setticida. |
| Tylopsacas Leeuwenb., 1960                 | 1 specie (Tylopsacas cuneata (Gleason) Leeuwenb.)         | Altopiani del Guayana                                                                         | Il portamento è erbaceo; le foglie formano delle rosette, sono picciolate con forme oblanceolate e acute all'apice; le infiorescenze sono unilaterali con numerosi fiori a coppia più corti delle foglie; i sepali del calice con forme lineari-lanceolate, sono corti e connati alla base; le corolle, colorate di bianco, sono dei tubi leggermente rigonfi nel mezzo, sono bilabiate e con lobi ellittici; gli stami sono inseriti vicino alla base della corolla; le antere sono reniformi e coerenti a coppie; i frutti sono delle capsule sottili e traslucide. |

### Chiave per i generi della tribù
Per meglio comprendere ed individuare i vari generi della tribù l'elenco seguente utilizza il sistema delle chiavi analitiche dicotomiche (vengono cioè indicate solamente quelle caratteristiche utili a distingue un genere dall'altro).
- Gruppo 1A: i frutti sono delle bacche carnose a forma globosa;

- Besleria.

- Gruppo 1B: i frutti sono delle capsule secche o carnose;

- Gruppo 2A: le capsule sono carnose o semi-carnose;

- Gasteranthus.

- Gruppo 2B: le capsule sono secche, spesso con valve membranose;

- Gruppo 3A: le foglie sono disposte in modo opposto e sono isofille o anisofille;

- Cremosperma: il nettario ha una forma anulare o semi anulare; le capsule hanno delle forme subglobose e sono deiscenti in modo irregolare; i semi non hanno delle forme simili a discoidi piatti.
- Anetanthus: il nettario a forma di lobi inguaina l'ovario; le capsule hanno delle forme ovoidi-elongate e hanno una deiscenza setticida; i semi hanno delle forme simili a discoidi piatti.

- Gruppo 3B: le foglie sono disposte in modo alterno e formano dei ciuffi più o meno densi;

- Gruppo 4A: le foglie sono raccolte in ciuffi basali; le infiorescenze cimose sono formate da molti fiori unilaterali; il nettario ha una forma anulare con due lobi dorsali;

- Tylopsacas.

- Gruppo 4B: le piante sono provviste distintamente di steli; le foglie sono raccolte presso le cime; le infiorescenze non sono formate da fiori unilaterali; il nettario non ha una forma anulare;

- Resia: le infiorescenze sono formate da dense teste lungamente peduncolate; il nettario ha la forma di un anello.
- Reldia: i fiori sono posizionati all'ascella delle foglie; il nettario è una singola ghiandola dorsale bilobata.